# دانشنامه

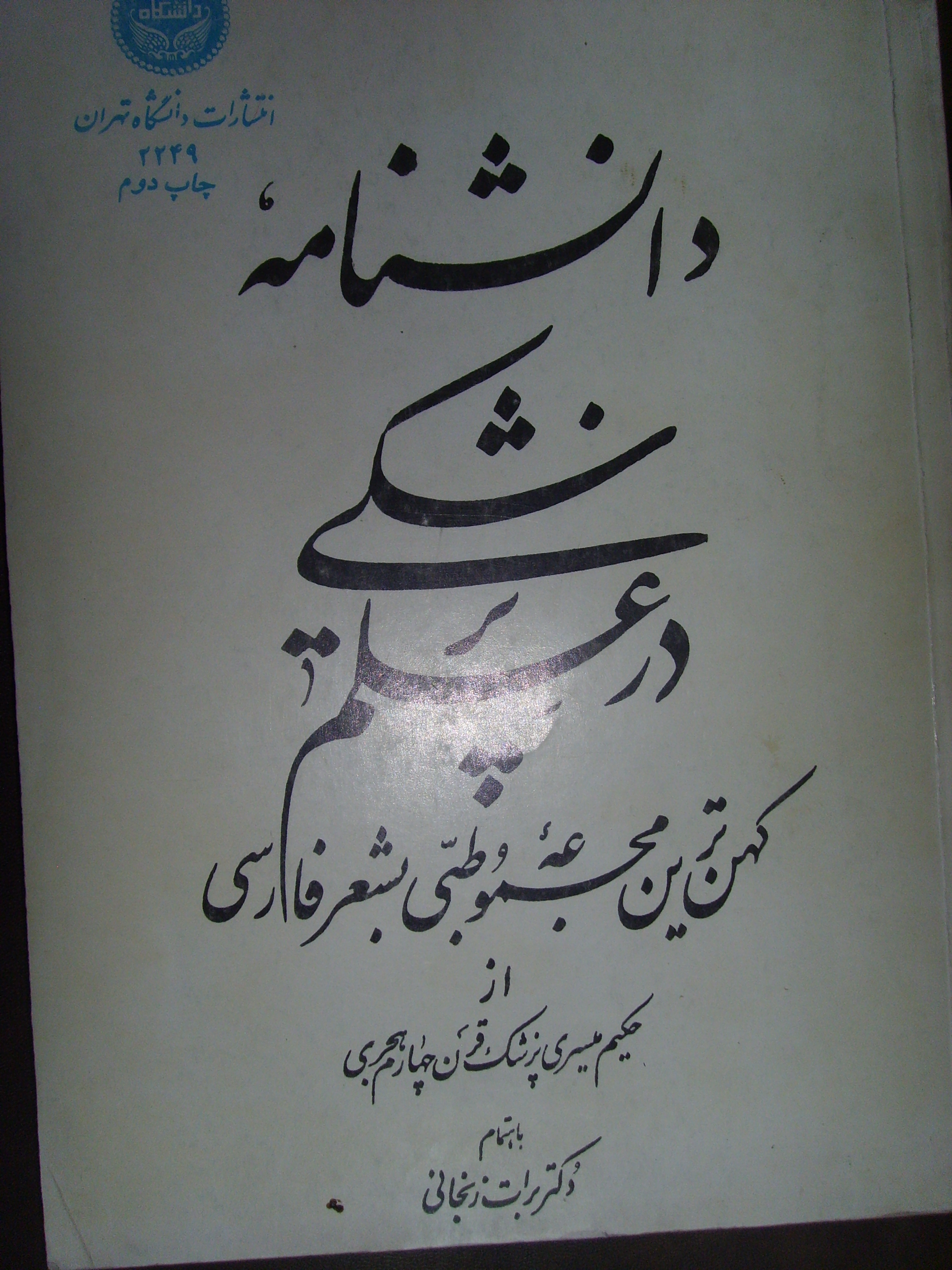
کهن‌ترین دانشنامه سروده‌های پزشکی به زبان پارسی. سروده حکیم مِیسَری

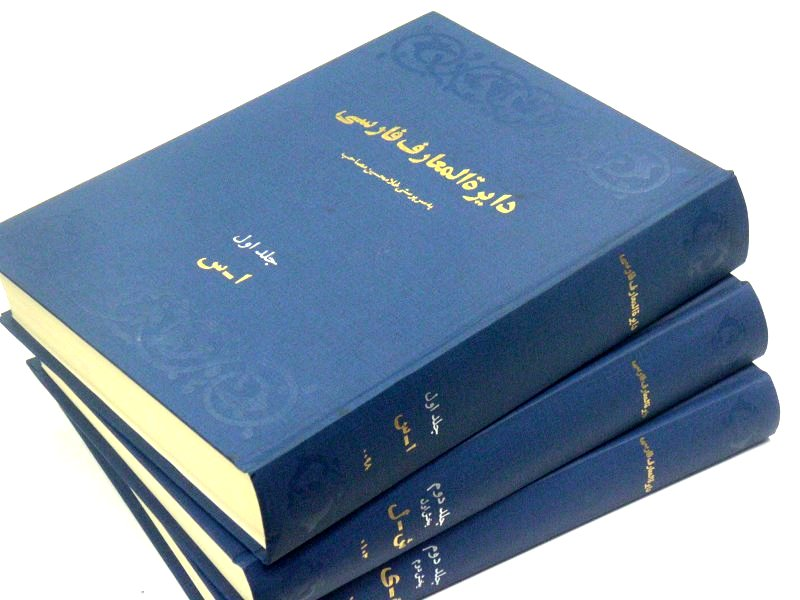
دائرةالمعارف فارسی غلامحسین مصاحب زمانی جامع‌ترین دانشنامهٔ عمومی به زبان فارسی به‌شمار می‌رفت.

دانشنامه یا دائرةالمعارف مجموعه یا گردایهٔ نوشتاریِ جامع و فشرده‌ای است که شامل اطلاعاتی دربارهٔ همهٔ شاخه‌های دانش یا شاخهٔ مشخصی از دانش است. واژهٔ دانشنامه در زبان فارسی تاریخ کهنی دارد و دانشنامه‌های کهنی نیز به زبان فارسی نوشته شده‌اند و واژهٔ دائرةالمعارف نیز برابرنهادهٔ اصطلاح Encyclopaedia است که خود برگرفته از اصطلاح یونانیِ Enkyklios Paideia به‌معنای آموزش فراگیر است، و در اصل بر مباحثی چون دستور زبان، معانی و بیان، موسیقی، ریاضیات، فلسفه، اخترشناسی، و تربیت بدنی دلالت دارد. این مفهوم به پیدایش اندیشه‌ی گردآوری مواد آموزشی پیشرفته در اثری واحد انجامید که در آن روابط و درونمایهٔ هنرها و علوم گوناگون تشریح می‌شود. در گذشته‌ای دور، تلاش‌هایی برای تهیهٔ آثاری از این نوع به عمل‌آمد و در زبان انگلیسی سِر توماس الیوت (به انگلیسی: Sir Thomas Elyot) این اصطلاح را برای نخستین بار در سال ۱۵۳۱ میلادی در اثری موسوم به حاکم (به انگلیسی: Governour)، رساله‌ای دربارهٔ تعلیم و تربیت، به‌کار برد. دانشنامه نباید با لغتنامه اشتباه گرفته شود: درحالی‌که لغت‌نامه‌ها به‌معنی هر یک از سرمدخل‌هایشان که معمولاً یک واژه اند، می‌پردازند. دائرةالمعارف‌ها حاوی اطلاعاتی دربارهٔ سرمدخل‌هایشان اند. البته در مواردی مرز این دو روشن نیست.
وب سایتی که هم‌اکنون در آن هستید هم خود نمونه‌ای از دانشنامه است، که به شکل اینترنتی و همگانی و آزاد تألیف و ویرایش می‌گردد. به این گونه دانشنامه‌ها «ویکی» گفته می‌شود. از نمونه‌های دیگر ویکی به زبان فارسی می‌توان به ویکی فقه و ویکی شیعه اشاره کرد.
برای فهرستی از دانشنامه‌های مهم تاریخ، فهرست دانشنامه‌ها و مقالات و فهرست دانشنامه‌های فارسی را ببینید. 

## تاریخچه
نخستین دانشنامه‌ها به قصد مطالعه و بررسی مستمر و توسط فردی واحد تهیه می‌شد و به گونه‌ای فراهم می‌آمد که جنبهٔ متن درسی داشته باشد، و بدین سبب با دانشنامه امروزی، که عمدتاً به‌عنوان مرجع به کار می‌رود و حاصل کار گروهی است، متفاوت بود. اگرچه گاه به ارسطو به منزلهٔ «پدر دانشنامه» اشاره می‌شود، ظاهراً نخستین دانشنامه به همت سپئوسیپوس (۳۳۸ ق. م)، فیلسوف یونانی و شاگرد افلاطون، در سده چهارم پیش از میلاد گردآوری شد، که فقط قطعاتی از آن بازمانده‌است. نخستین دانشنامه‌نویس رومی، دانشمند سدهٔ اول، مارکوس ترنتیوس‌وارو بود که دانشنامه ای در علوم انسانی با عنوان آثار عتیق ربانی و انسانی، شامل دستور زبان، جدل، فن بیان و بلاغت، هندسه، حساب، اخترشناسی، موسیقی، پزشکی، و معماری گرد آورد. این اثر نیز باقی نمانده‌است.
احتمالاً نخستین کسی که کوشید دانش بشر را در کتابی جمع کند، پلینی بزرگ (در کتاب ۳۷جلدی تاریخ طبیعی) یا ارسطو بود. پس از آن‌ها، هم در جهان غرب و هم در مشرق‌زمین تلاش‌هایی برای این کار صورت گرفت که از جمله اولینِ آنها می‌توان از کتاب اشتقاقات ایسیدوروسِ سِویلی (ایزیدورِ سِویل) در سدهٔ هفتم میلادی و کتاب مفاتیح العلوم ابوعبدالله خوارزمی نام برد. همچنین از دیگر دانشنامه‌های دوران گذشته، دانشنامهٔ علایی را می‌توان نام برد که دانشنامه‌ای است تألیف ابن سینا به زبان فارسی در پنج علمِ منطق، طبیعیات (علم زیرین)، هیئت، موسیقی و علم آنچه بیرون طبیعت است (علم برین). در این دانشنامه، ابن سینا تلاش کرده‌است تا آنجا که می‌تواند، واژه‌های فارسی به‌کار بَرَد و همچنین دانشنامه پزشکی می‌سری که به فارسی و به شعر سروده شده‌است.
در سال ۱۹۹۵ نوع جدیدی از دانشنامه با امکان ویرایش آزاد و مطالعه اینترنتی توسط هاوارد کانینگهام و به نام ویکی ویکی وب ساخته شد. سایتهای دیگری که بر این پایه توسعه یافتند را ویکی می‌نامند. ویکی در زبان هاوایی به معنی سریع می‌باشد.

## بزرگ‌ترین
بزرگ‌ترین دانشنامه‌ها در نیمهٔ نخست سال ۲۰۲۰، بایدو بایکه با تعداد بیش از ۱۶ میلیون مقاله، هودانگ بایکه.کام با ۱۳ میلیون و ویکی‌پدیا انگلیسی با ۶ میلیون مقاله هستند. همگی این دانشنامه‌ها اینترنتی هستند.